# 窪屋郡
都窪郡是過去位於岡山縣南部的一郡，已於1900年4月1日與都宇郡合併為都窪郡。
過去的範圍包括現在的倉敷市東北部地區和總社市南部地區。

## 歷史

### 沿革
- 1889年6月1日：實施町村制，窪屋郡下設：倉敷村、大市村、葦高村、帶江村、萬壽村、菅生村、中洲村、常盤村、三須村、清音村、山手村。（11村）
- 1891年6月16日：倉敷村改制為倉敷町。（1町10村）
- 1900年4月1日：都宇郡和窪屋郡合併為都窪郡。